# Terceiro Gabinete Merkel
O Terceiro Gabinete Merkel (alemão:Kabinett Merkel III) foi o 23º governo da República Federal da Alemanha durante a 18ª Sessão Legislativa do Bundestag. Instalado após a  eleição federal de 2013, deixou o cargo em 14 de março de 2018. Foi precedido pelo segundo gabinete Merkel e sucedido pelo quarto gabinete Merkel. Liderado pelo chanceler Angela Merkel. O governo foi apoiado por uma coalizão da União Democrata-Cristã (CDU), a União Social Cristã da Baviera (CSU) e o Partido Social-Democrata (SPD). Sigmar Gabriel (SPD) substituiu Philipp Rösler (FDP) como vice-chanceler da Alemanha e tornou-se ministro federal de economia e energia.
A CDU recebeu cinco ministérios, além dos cargos de chanceler, bem como ao chefe de gabinete e ministro de assuntos especiais. O SPD controlou seis ministérios e a CSU três. Embora a CSU tenha recebido uma parcela desproporcional de ministérios em relação ao seu peso no Bundestag, os seis ministérios mais poderosos foram divididos igualmente entre a CDU e o SPD: a CDU controlava os ministérios para finanças, assuntos internos e defesa, enquanto a SPD controlava os ministérios para os membros estrangeiros, economias e energia, bem como justiça e consumidores.
O mandato do terceiro gabinete de Merkel terminou oficialmente com a Constituição do 19º Bundestag na terça-feira, 24 de outubro de 2017. Merkel e seus ministros do Gabinete receberam seus documentos de alta do presidente federal Frank-Walter Steinmeier no mesmo dia. De acordo com o artigo 69 da Constituição alemã e a pedido do Presidente da Alemanha, o gabinete permaneceu no cargo como o governo de gestão até que um novo governo seja formado.

## Composição

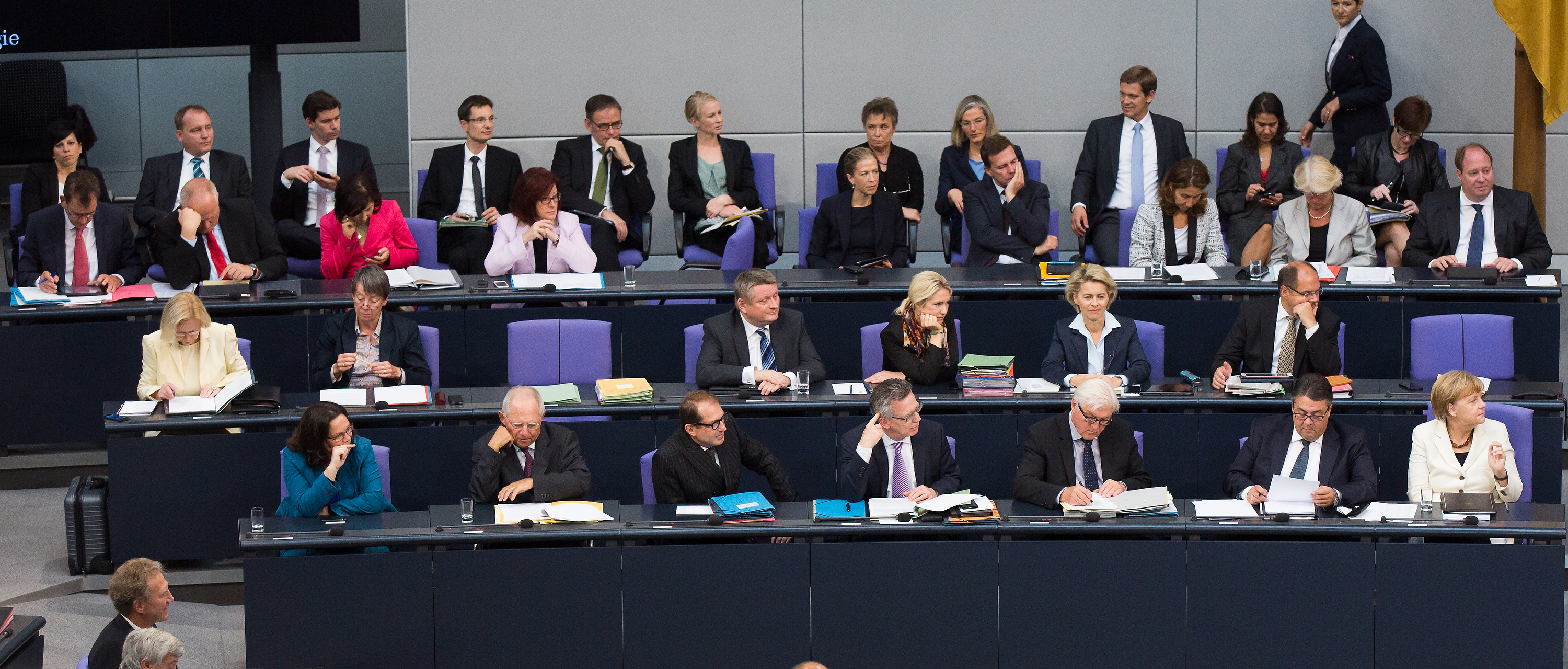
O gabinete no Bundestag alemão em 2014 (sem Peter Altmaier e Heiko Maas)

O gabinete federal foi composto pelos seguintes ministros:
| Cargo                                                               | Imagem | Incumbente              | Partido | No ofício                                        |
| ------------------------------------------------------------------- | ------ | ----------------------- | ------- | ------------------------------------------------ |
| Chanceler                                                           |        | Angela Merkel           | CDU     | 17 de dezembro de 2013 – 14 de março de 2018     |
| Ministro da Economia e Tecnologia (e vice-chanceler)                |        | Sigmar Gabriel          | SPD     | 17 de dezembro de 2013 – 14 de março de 2018     |
| Ministro das Relações Exteriores                                    |        | Frank-Walter Steinmeier | SPD     | 17 de dezembro de 2013 – 27 de janeiro de 2017   |
| Ministro das Relações Exteriores                                    |        | Sigmar Gabriel          | SPD     | 27 de janeiro de 2017 – 14 de março de 2018      |
| Ministro do Interior                                                |        | Thomas de Maizière      | CDU     | 17 de dezembro de 2013 – 14 de março de 2018     |
| Ministro da Justiça e Proteção do Consumidor                        |        | Heiko Maas              | SPD     | 17 de dezembro de 2013 – 14 de março de 2018     |
| Ministro das Finanças                                               |        | Wolfgang Schäuble       | CDU     | 17 de dezembro de 2013 – 24 de outubro de 2017   |
| Ministro das Finanças                                               |        | Peter Altmaier          | CDU     | 24 de outubro de 2017 – 14 de março de 2018      |
| Ministro do Trabalho e Assuntos Sociais                             |        | Andrea Nahles           | SPD     | 17 de dezembro de 2013 – 28 de setembro de 2017  |
| Ministro do Trabalho e Assuntos Sociais                             |        | Katarina Barley         | SPD     | 28 de setembro de 2017 – 14 de março de 2018     |
| Ministro da Nutrição, Agricultura e Defesa do Consumidor            |        | Hans-Peter Friedrich    | CSU     | 17 de dezembro de 2013 – 17 de fevereiro de 2014 |
| Ministro da Nutrição, Agricultura e Defesa do Consumidor            |        | Christian Schmidt       | CSU     | 17 de fevereiro de 2014 – 14 de março de 2018    |
| Ministra da Defesa                                                  |        | Ursula von der Leyen    | CDU     | 17 de dezembro de 2013 – 14 de março de 2018     |
| Ministra de Assuntos da Família, Idosos, Mulheres e Jovens          |        | Manuela Schwesig        | SPD     | 17 de dezembro de 2013 – 2 de junho de 2017      |
| Ministra de Assuntos da Família, Idosos, Mulheres e Jovens          |        | Katarina Barley         | SPD     | 2 de junho de 2017 – 14 de março de 2018         |
| Ministro da Saúde da Alemanha                                       |        | Hermann Gröhe           | CDU     | 17 de dezembro de 2013 – 14 de março de 2018     |
| Ministro dos Transportes e Infraestrutura Digital da Alemanha       |        | Alexander Dobrindt      | CSU     | 17 de dezembro de 2013 – 24 de outubro de 2017   |
| Ministro dos Transportes e Infraestrutura Digital da Alemanha       |        | Christian Schmidt       | CSU     | 24 de outubro de 2017 – 14 de março de 2018      |
| Ministra do Meio Ambiente, Proteção da Natureza e Segurança Nuclear |        | Barbara Hendricks       | SPD     | 17 de dezembro de 2013 – 14 de março de 2018     |
| Ministra da Educação e Pesquisa                                     |        | Johanna Wanka           | CDU     | 17 de dezembro de 2013 – 14 de março de 2018     |
| Ministro para Cooperação e Desenvolvimento da Alemanha              |        | Gerd Müller             | CSU     | 17 de dezembro de 2013 – 14 de março de 2018     |
| Ministro de Assuntos Especiais                                      |        | Peter Altmaier          | CDU     | 17 de dezembro de 2013 – 14 de março de 2018     |